# 科普特禮天主教吉薩教區
科普特禮天主教吉薩教區（拉丁語：Eparchia Gizensis）是埃及一個東儀天主教（科普特禮）教區，屬亞歷山大宗主教區。
成立於2003年3月21日。2009年有5,945名教友、八個堂區、十二名司鐸。現任教區主教為安多尼‧阿齊茲‧米納。